# 瑞星发动机
瑞星（瑞星）是一款二战期间由日本三菱重工开发的活塞式航空发动机。该发动机共有14缸，为气冷式的双排径向增压发动机。最初，旧日本海军将其命名为瑞星，代號稱為MK2，陆军给予的名称则是Ha26 （瑞星10）和Ha102（瑞星20）。战争后期，旧日本陆军和海军给予了该发动机统一的编号Ha31。零式战斗机的原型机曾使用瑞星发动机，唯量产型改为配备中岛荣发动机。

## 历史
瑞星发动机是为了方便小型航空器使用而开发的三菱金星发动机缩小版。共有14缸，采用气冷冷却，是双排径向增压发动机，标称动力870匹马力。在零战的开发过程中，为了减轻机体的重量和体积，设计人员最终选择了马力较小但同时体积也较小的瑞星发动机，而不是马力大的金星发动机。唯零战量产型使用的发动机是性能更佳的中岛荣发动机，而非原型机装备的瑞星发动机。至於瑞星20型(Ha-102/MK2D)就是供應給二式複座戰鬥機的必要裝備，使得該機性能提升50%，受到日本陸軍空軍歡迎。

## 性能
MK2A
- 引擎類型:14氣缸空冷式複列星型引擎
- 引擎全寬:1,118mm
- 汽缸內徑×行程:140mm×130mm
- 汽缸容量:28.2公升
- 排氣量:28,200cc
- 增壓器:一段一速離心式機械增壓器
- 重量:5,42公斤
- 供燃料系統:化油器
- 海平面輸出馬力:8,75匹馬力/2,540RPM
  - 9,25匹馬力/2,450RPM (高度1,800米)

MK2D
- 增壓器:一段二速離心式機械增壓器
- 重量:5,56公斤
- 海平面輸出馬力:1,080匹馬力/2,700RPM
  - 1,055匹馬力/2,600RPM (一速開盡時，高度2,800米)
  - 9,50匹馬力/2,600RPM（二速開盡時，高度5,800米）